# Hildegard Matthäus
Hildegard Matthäus (* 13. April 1934 in Mülheim an der Ruhr; † 6. März 2020 in Oberhausen) war eine deutsche Politikerin und Landtagsabgeordnete (CDU).

## Leben und Beruf
Nach dem Schulbesuch mit dem Abschluss der Höheren Handelsschule und weiterer Fortbildung legte sie 1960 die staatliche Prüfung als Lehrerin für Bürotechniken und 1964 die Prüfung als Lehrerin für Büroorganisation und Informatik ab. Sie war dann als Fachoberlehrerin an einer berufsbildenden Schule beschäftigt.
Seit 1961 war sie Mitglied der CDU und in zahlreichen Gremien vertreten.

## Abgeordnete
Vom 29. Mai 1980 bis zum 31. Mai 1995 war Matthäus Mitglied des Landtags des Landes Nordrhein-Westfalen. Sie wurde jeweils über die Landesliste ihrer Partei gewählt.
Dem Stadtrat der Stadt Oberhausen gehörte sie seit 1964 an.

## Sonstiges
Matthäus war Trägerin des Bundesverdienstkreuzes am Bande und I. Klasse, des Ehrenringes der Stadt Oberhausen und des Verdienstordens des Landes Nordrhein-Westfalen.